# Mobutu Sese Seko
Mobutu Sese Seko Kuku Ngbendu Wa Za Banga, ursprungligen Joseph-Désiré Mobutu, född 14 oktober 1930 i Lisala, Belgiska Kongo, död 7 september 1997 i Rabat, Marocko, var Zaires president 1965–1997. Mobutus långvariga styre kom att kännetecknas av omfattande korruption och nepotism där flera miljarder dollar ur statskassan överfördes till privata bankkonton utomlands.

## Biografi

### Uppväxt och tidig karriär
Mobutu föddes i staden Lisala i nordvästra Belgiska Kongo (nuvarande Kongo-Kinshasa) år 1930. Hans föräldrar tillhörde ngbandifolket; modern hade flytt från en byhövdings harem och träffat hans far Albéric Gbemani som arbetade som kock för en belgisk domare. Fadern dog när Mobutu var åtta år gammal. Domarens fru tyckte om Mobutu och lärde honom att skriva och tala flytande franska. Familjen flyttade ofta och Mobutu började ursprungligen sin skolgång i Léopoldville men han skickades till slut till Coquilhatville för att gå på en katolsk internatskola där. År 1949 rymde Mobutu från skolan, hoppade på en båt till Léopoldville och träffade där en flicka. Flera veckor senare hittades han av prästerna och vid slutet av terminen dömdes han till sju års tjänstgöring i kolonialarmén Force Publique.
Under tjänstgöringen i armén började Mobutu studera på sin fritid, han läste europeiska tidningar och politiska texter av bland andra Charles de Gaulle och Winston Churchill. Han började även intressera sig för journalistik. På grund av sina tidigare erfarenheter med prästerskapet gifte Mobutu sig inte i någon kyrka. 1956 lämnade han armén och blev journalist på heltid och två år senare åkte han till Belgien för att rapportera om 1958 års världsutställning. Vid det laget hade han blivit bekant med flera kongolesiska intellektuella som allt mer började kritisera kolonialismen och han gick 1958 med i det antikoloniala partiet Mouvement National Congolais under Patrice Lumumba. Till slut blev Mobutu Lumumbas personlige sekreterare, även om det är troligt att belgisk underrättelsetjänst rekryterade honom för detta uppdrag.

### Politisk karriär
Som sekreterare till Patrice Lumumba deltog Mobutu i förhandlingarna i Bryssel år 1960 rörande Belgiska Kongos självständighet. Samma år bröt han med Lumumba och Joseph Kasavubu och bildade en egen militärregering. Han ingick 1961 som ledamot i den kongolesiska centralregeringen och fick posten som överbefälhavare.
År 1965 störtade han president Kasavubu och gjorde sig själv till diktator. Han återvaldes till president 1970 och var då sedan 1966 redan premiär- och försvarsminister.
Mobutu lät 1972 ändra sitt namn till Mobutu Sese Seko Koko Ngbendu Wa Za Banga ("Den allsmäktige krigaren som genom sin uthållighet och oböjliga vilja att segra, går från erövring till erövring lämnande ett spår av eld efter sig"). Hans långa styre präglades av en omfattande korruption.
Han var god vän med bland andra Ronald Reagan och Nicolae Ceaușescu.

### Exil
De folkliga protesterna och Första Kongokriget ledde till att Mobutu tvingades avgå och fly landet den 16 maj 1997. Han slog sig först ner i Togo, men tillbringade huvudsakligen de tre månaderna i exil i Marocko, där han avled i prostatacancer den 7 september 1997.
En av Mobutus söner, Nzanga Mobutu, blev senare allierad till Kongos senare president Joseph Kabila.